# شایوسوگد
شایوسوگد (به مجاری:  Sajószöged) یک منطقهٔ مسکونی در مجارستان است که در بورشود-آبااوی-زمپلن واقع شده‌است.